# Ricomposizione automatica (telecomunicazioni)

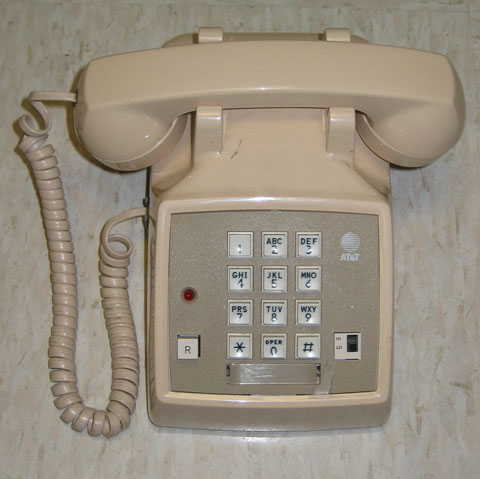
Immagine di un telefono fisso. In basso a sinistra, il tasto per la ricomposizione automatica (indicato con R).

In telefonia (ma più in generale anche nelle telecomunicazioni, potendo questo essere messo a disposizione anche da un PBX o da una centrale telefonica), una ricomposizione automatica (nota anche come AUTO-REDIAL o solo REDIAL) è una funzionalità di servizio, in passato garantita spesso dietro l’iscrizione ad una compagnia telefonica e presente soprattutto nei telefoni fissi, che permette all’utente, utilizzando le capacità di memoria dell’apparecchio, di ricomporre rapidamente un numero telefonico, di solito l’ultimo, già precedentemente inserito o contattato.
Ciò può avvenire in vari modi: premendo manualmente uno specifico tasto (spesso etichettato esplicitamente come “REDIAL” o “R”) o comunque una semplice combinazione di questi, o in forma automatica, al verificarsi di una specifica circostanza (es. mancata risposta), e/o al decorrere ancora di un certo periodo di tempo programmato.
Nei telefoni cellulari, questo servizio, sebbene solo manuale, è spesso possibile premendo il relativo tasto verde della cornetta o un simile procedimento disposto dall’interfaccia utente (c.d. ricomposizione rapida o speed-dial).